# Лопта за бејзбол
Лопта за бејзбол је округла лопта која се користи за играње бејзбола. Састоји се од гуменог или центра од плуте, завијеног у пређу и прекривеног кожом. Обим лопте је од 229-235 mm, а пречник између 73-76 mm. Дужина пређе која се користи да би се завила лопта може бити и до 1,5 km.

## Историјски развој
Јастучићи од језгра дрвета су патентирани крајем 19. вијека од стране компаније Спалдинг, произвођача спортске опреме. Компанију је основао бивши играч бејзбола A.G. Spalding. 1909. године је било приједлога да се центар лопте прави од сјемена једне врсте палме која расте у Панами, али је тај приједлог одбијен и центар лопте је и даље био прављен од плуте. Током Другог свјетског рата коришћени су центри од гуме, исти они као код лопти за голф, због рестрикције у кориштењу других материјала. 
У почетним годинама играња бејзбола коришћена је једна лопта за играње утакмице, осим ако би била превише оштећена и у том случају би се мијењала. Ако би лопта напустила игралиште и отишла на трибине редари и гледаоци су били дужни да је врате. Лопта би се током утакмице запрљала од прашине и блата, изгорјела од дуванског тима што је доводило до тога да се јако тешко види приликом играња у сумрак. Таква пракса је трајала све до 1920, када је Реј Чапман погинуо приликом ударца лопте у главу. Тада су се лопте почеле мијењати чешће у току једне утакмице.

## Лопте за МЛБ лигу
Произвођач лопти које се користе у МЛБ лиги (енгл. Major League Baseball - Главна лига бејзбола) је компанија Роулингс, која лопте производи на Костарики. До 1977. званични произвођач је био Спалдинг, који је тај посао обављао од оснивања лиге. До 1973. је за израду коришћена коњска кожа, а након тога кожа краве. Било је покушаја да се процес израде аутоматизује, али се лопте и данас праве ручно.
Током 20. вијека на лоптама које су коришћене у МЛБ-у су стајали различити потписи предсједника асоцијације у зависности од конференције у којој су коришћени. С овом праксом се престало 2000. године. Обим лопте која се данас користи је од 229-235 милиметара, а пречник od 73-76 милиметара. Дужина пређе која се користи да би се завила лопта може бити и до 1,5 километара. На лоптама је направљено 108 дуплих шавова.
Данас се на мечевима МЛБ лиге користи неколико десетина лопти. Лопте које оду у публику гледаоци нису дужни да врате, осим у случају да неки од играча то од њих захтјева из личних разлога. Посљедњих година користе се и неки синтетички материјали, али се сматра да су они слабијег квалитета и не користе се у најјачим лигама. Различити материјали дају различите резултате при кориштењу лопти. Лопте које су јаче затегнуте при ће летјети брже и даље. Како се лопте које се користе у новије вријеме више затежу постоје теорије о томе како се оне намјерно праве у корист ударача. За брисање лопти од блата и прашине користе се посебне четке.